# Hoštejn
Hoštejn (niem. Hochstein) – gmina w Czechach, w powiecie Šumperk, w kraju ołomunieckim. Według danych z 2021 r. liczyła 413 mieszkańców.
Na terenie miejscowości znajdują się ruiny zamku Hoštejn.